# Singhiella cambodiensis
Singhiella cambodiensis là một loài côn trùng cánh nửa trong họ Aleyrodidae, phân họ Aleyrodinae.
Singhiella cambodiensis được Takahashi miêu tả khoa học đầu tiên năm 1942.